# Opus quadratum

(c) sistema romà arcaic
(d) sistema romà en files de ortostats i diatònics.

L'opus quadratum és un sistema constructiu de l'arquitectura romana, on s'establien carreus de pedra de la mateixa altura en filades paral·leles regulars, de vegades sense emprar morter. Aquesta tècnica de construcció va ser utilitzada pels grecs i els romans sobre el segle vi aC endavant, aconseguint cada cop més precisió i exactitud en el tall del bloc. Aquesta tècnica es va continuar utilitzant durant tot l'Imperi Romà, fins i tot després de la introducció del morter. S'utilitzava sovint conjuntament amb altres tècniques. El tipus de pedra, la mida dels blocs i la forma en què s'ajuntaven, poden ser utilitzats per ajudar els arqueòlegs a datar les estructures fetes amb aquesta tecnologia.

(a) sistema grec isodom
(b) sistema grec amb ortostats i diatònics alternats.

Els blocs rectangulars de pedra (d'aparell gran té unes mesures de 70 × 40 × 40 cm) sobre la base horitzontal. Quan les pedres tenen tots els costats iguals, es coneix com a opus quadratum isodome.
A la manera etruscaEn la seva utilització primitiva, (coneguda com la "manera etrusca"), les juntes entre els blocs presentaven discontinuïtats, els blocs eren desiguals. Exemples amb aquest tipus de construcció es poden trobar en els embassaments, soterranis, murs i podis dels temples a les ciutats etrusques i a Roma.
A la manera gregaPosteriorment (en l'anomenada "manera grega"), els blocs es col·locaven en una de les dues rotacions. Es col·locaven "lliteres" en què el costat més llarg estava de cara a la paret i després s'hi col·locaven "capçaleres" on el que estava de cara a la paret era el costat més curt, endinsant-se cap darrere dins del gruix de la paret. Es poden donar diversos tipus de patró en funció de la forma de col·locació dels blocs i era una forma comú de reforçar un mur, assegurant que les unions entre blocs estiguessin centrades sobre els blocs de la fila inferior.
Formigó romàAmb la introducció de l'opus caementicium, un tipus d'aglutinant similar al formigó, es van construir sovint, murs exteriors continus, amb alguns blocs col·locats com capçaleres adherits a la paret interior. Tant rajoles com marbres es poden trobar incrustats en els murs, però és menys comú trobar-los en estructures de càrrega, com arcs i pilars utilitzats en ponts i aqüeductes.

## Nota
1. ↑  Lourdes Roldán Gómez. El ladrillo y sus derivados en la época romana.  Casa de Velázquez, 1999, p. 265–. ISBN 978-84-7477-747-5.